# Belarussischer Fußballpokal 1995/96
Der Belarussische Fußballpokal 1995/96 war die fünfte Austragung des belarussischen Pokalwettbewerbs der Männer. Im Gegensatz zur Ligasaison wurde er weiterhin im Herbst/Frühjahr-Rhythmus durchgeführt. Das Finale fand am 17. Mai 1996 im Dinamo-Stadion von Minsk statt. Titelverteidiger Dinamo-93 Minsk schied im Halbfinale gegen den FK Dinamo Minsk aus. Pokalsieger wurde MPKC Masyr, der sich im Finale gegen den FK Dinamo Minsk durchsetzte.

## Modus
Im Gegensatz zur Liga wurde der Pokal im Herbst-Frühjahr-Rhythmus ausgetragen. Alle Begegnungen wurden in einem Spiel ausgetragen. Bei unentschiedenem Ausgang wurde zur Ermittlung des Siegers eine Verlängerung gespielt. Stand danach kein Sieger fest, folgte ein Elfmeterschießen. Der Sieger qualifizierte sich für den Europapokal der Pokalsieger.

## Teilnehmende Teams
| Wyschejschaja Liha (16) | Perschaja Liha (15) | Druhaja Liha (1)            |
| --- | --- | --------------------------- |
| - FK Dinamo Minsk - Dinamo-93 Minsk - Ataka-Aura Minsk - MPKC Masyr - Schinnik Babrujsk - FK Dinamo Brest - FK Arbita Lida - Dnjapro Mahiljou - FK Babrujsk - FK Njoman Hrodna - FK Maladsetschna - Tarpeda Minsk - FK Schachzjor Salihorsk - Tarpeda Mahiljou - Wedrytsch Retschyza - Dwina Wizebsk | - Fomalgaut Baryssau - Brestbytchim Brest - Chimik Swetlahorsk - FK Homel - Kardan-Flyers Hrodna - Chimwalankno Hrodna - Naftan-Dewon Nawapolazk - Kamunalnik Pinsk - Dinamo-Juni Minsk - Transmasch Mahiljou - FK Tarpeda Schodsina - KPF Slonim - Stroitel Staryja Darohi - Lokomotiv Wizebsk - Kimawez Wizebsk | - FK Hranit Mikaschewitschy |

## 1. Runde
Teilnehmer: 16 Mannschaften der ersten Liga, 15 Mannschaften der zweiten Liga und mit dem FK Hranit Mikaschewitschy ein Verein aus der dritten Liga.
| Datum      |                                 | Ergebnis              |                             |
| ---------- | ------------------------------- | --------------------- | --------------------------- |
| 04.08.1995 | Kamunalnik Pinsk (II)           | 0:4                   | FK Dinamo Minsk (I)         |
| 05.08.1995 | Fomalgaut Baryssau (II)         | 0:0 n. V. (6:5 i. E.) | FK Njoman Hrodna (I)        |
| 05.08.1995 | Kimawez Wizebsk (II)            | 0:3                   | Dinamo-93 Minsk (I)         |
| 05.08.1995 | Brestbytchim Brest (II)         | 2:4                   | FK Maladsetschna (I)        |
| 05.08.1995 | Transmasch Mahiljou (II)        | 0:1                   | FK Dinamo Brest (I)         |
| 05.08.1995 | Chimik Swetlahorsk (II)         | 4:1                   | Tarpeda Minsk (I)           |
| 05.08.1995 | FK Homel (II)                   | 2:1                   | Dwina Wizebsk (I)           |
| 05.08.1995 | Kardan-Flyers Hrodna (II)       | 6:2                   | FK Arbita Lida (I)          |
| 05.08.1995 | Naftan-Dewon Nawapolazk (II)    | 1:3                   | Ataka-Aura Minsk (I)        |
| 05.08.1995 | Dinamo-Juni Minsk (II)          | 4:0                   | Schinnik Babrujsk (I)       |
| 05.08.1995 | KPF Slonim (II)                 | 3:0                   | Wedrytsch Retschyza (I)     |
| 05.08.1995 | FK Tarpeda Schodsina (II)       | 1:8                   | MPKC Masyr (I)              |
| 05.08.1995 | FK Hranit Mikaschewitschy (III) | 1:6                   | Dnjapro Mahiljou            |
| 05.08.1995 | Stroitel Staryja Darohi (II)    | 0:3                   | Tarpeda Mahiljou (I)        |
| 06.08.1995 | Lokomotiv Wizebsk (II)          | 0:1                   | FK Schachzjor Salihorsk (I) |
| 06.08.1995 | Chimwalankno Hrodna (II)        | kampflos              | FK Babrujsk (I)             |

## Achtelfinale
Teilnehmer waren die 16 Sieger der ersten Runde.
| Datum      |                             | Ergebnis |                           |
| ---------- | --------------------------- | -------- | ------------------------- |
| 31.08.1995 | Ataka-Aura Minsk (I)        | 2:0      | Dinamo-Juni Minsk (II)    |
| 01.09.1995 | FK Dinamo Minsk (I)         | 4:0      | Chimik Swetlahorsk (II)   |
| 01.09.1995 | MPKC Masyr (I)              | 2:1      | Dnjapro Mahiljou (II)     |
| 01.09.1995 | Dinamo-93 Minsk (I)         | 7:1      | Chimwalankno Hrodna (II)  |
| 01.09.1995 | FK Dinamo Brest (I)         | 1:4      | FK Maladsetschna (I)      |
| 01.09.1995 | Tarpeda Mahiljou (I)        | 0:1      | FK Homel (II)             |
| 01.09.1995 | FK Schachzjor Salihorsk (I) | 2:1      | Kardan-Flyers Hrodna (II) |
| 01.09.1995 | KPF Slonim (II)             | 1:4      | Fomalgaut Baryssau (II)   |

## Viertelfinale
| Datum      |                             | Ergebnis |                         |
| ---------- | --------------------------- | -------- | ----------------------- |
| 22.10.1995 | FK Schachzjor Salihorsk (I) | 0:1      | MPKC Masyr (I)          |
| 22.10.1995 | FK Maladsetschna (I)        | 2:3      | Dinamo-93 Minsk (I)     |
| 03.11.1995 | FK Homel (II)               | 0:4      | Ataka-Aura Minsk (I)    |
| 28.04.1996 | FK Dinamo Minsk (I)         | 3:1      | Fomalgaut Baryssau (II) |

## Halbfinale
| Datum      |                     | Ergebnis |                      |
| ---------- | ------------------- | -------- | -------------------- |
| 09.05.1996 | MPKC Masyr (I)      | 5:4      | Ataka-Aura Minsk (I) |
| 09.05.1996 | Dinamo-93 Minsk (I) | 0:4      | FK Dinamo Minsk (I)  |

## Finale
| Paarung         | FK Dinamo Minsk – MPKC Masyr |
| Ergebnis        | 1:4 (0:2) |
| Datum           | 17. Mai 1996 |
| Stadion         | Dinamo-Stadion, Minsk |
| Zuschauer       | 7.600 |
| Schiedsrichter  | Jauhen Sjaroschkin |
| Tore            | 0:1 Maksim Ramaschtschanka (43.) 0:2 Sjarhej Jaromka (44.) 1:2 Aleh Tscharnjauski (65.) 1:3 Sjarhej Jaromka (79.) 1:4 Uladsimir Kanawalau (89.) |
| FK Dinamo Minsk | Wital Warywontschik (46. Aleksandr Jewnewitsch) – Sjarhej Jaskowitsch, Andrej Astrouski, Aljaksandr Chazkjewitsch, Aljaksandr Luchwitsch – Andrej Lauryk, Aleh Tscharnjauski, Michail Makouski (87. Antuan Majorau), Waljanzin Bjalkewitsch – Uladsimir Makouski (74. Pawel Schaurou), Pjotr Katschura. Cheftrainer: Iwan Schjokin |
| MPKC Masyr      | Jury Swirkou – Aljaksandr Sjadnjou, Wjatscheslau Ljautschuk, Uladsimir Holmak, Andrej Chripatsch (34. Aleh Sysojeu) – Andrej Skorabahazka (74. Dmitrij Denisjuk), Aljaksandr Kultschy, Maksim Ramaschtschanka (46. Wolodimir Konowalow), Sjarhej Homanau – Barys Harawoj, Sjarhej Jaromka. Cheftrainer: Anatoly Jurewitsch         |
| Gelbe Karten    | Aljaksandr Luchwitsch – Jury Swirkou, Aljaksandr Sjadnjou, Wolodimir Konowalow |
| Platzverweise   | Aljaksandr Chazkjewitsch (85.) – keine |